# Club Deportivo Universidad Católica (triatlón)
La rama de triatlón del Club Deportivo Universidad Católica ha obtenido diversos triunfos a nivel nacional e internacional. Entre sus deportistas más destacados se encuentra Cristián Bustos.

## Recinto deportivos

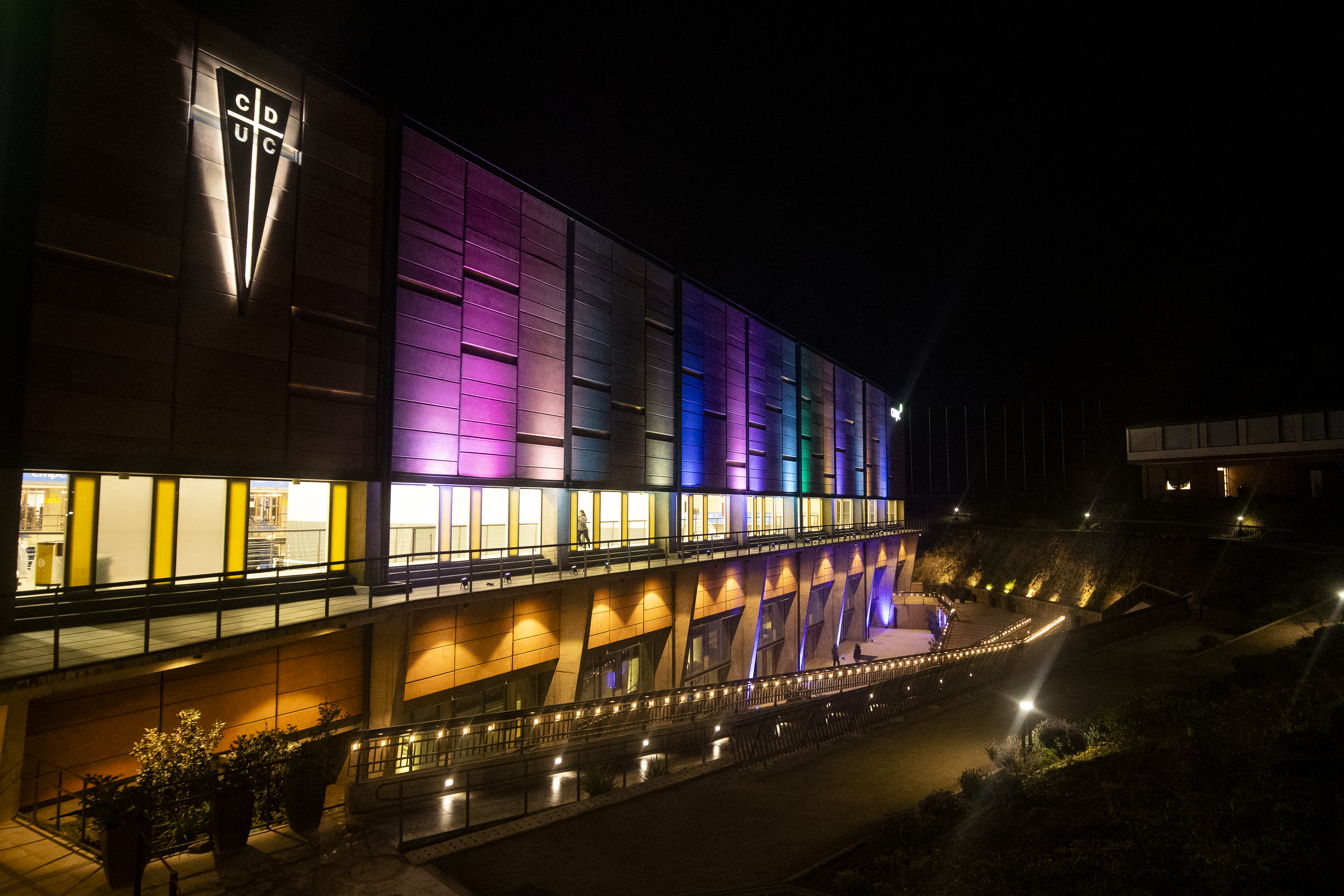
Imagen del Edificio de Deportes UC.

Inicialmente sus ramas deportivas se encontraban en el Complejo Deportivo Santa Rosa de Las Condes.Sin embargo, tras ser vendido en el año 2008 generó la mudanza de los deportistas triatletas a diversos gimnasios no oficiales readaptados para la actividad. 
En 2016, comenzó la propuesta de construcción de un nuevo recinto deportivo del club. Es así como en agosto de ese año fue aprobada su construcción.En dicha propuesta se incluye instalaciones para las rama de triatlón. En octubre de 2021, finalmente se inauguró el Edificio de Deportes UC.El cual cuenta en su tercer piso, instalaciones para las actividades deportivas, camarines, cocina, gimnasio, laboratorio deportivo exclusivo para la rama de Triatlón, medicina, computrainer, aula, cafetería, oficinas corporativas y espacios comunes.

## Palmarés

### Torneos nacionales
- Selectivo Juvenil de Valdivia:
  - Categoría Damas (1): 2012, Catalina Iñiguez.[9]
  - Categoría Elite (damas) (1): 2012, Valentina Carvallo.[9]
  - Categoría Elite (varones) (1): 2012, Martín Nacrur.[9]

### Torneos internacionales
Varones
- Ironman (Brasil) (1): 1989, Cristián Bustos.[10]
- Ironman (Alemania) (1): 1993, Cristián Bustos.[10]
- Ironman (Canadá) (1): 1993, Cristián Bustos.[10]
- Ironman (Buenos Aires) (1): 2023, Raúl Arratia.[11]

Damas
- Ironman (Pucón) (2): 2013,[12] 2014., Valentina Carvallo.[13]
- Triatlón Quintero (Puchuncaví) (1): 2015.[14]

## Distinciones individuales
- Cristián Bustos: Mejor Deportista de Chile 1989 Círculo de Periodistas Deportivos de Chile.[10]